# Râul Cărbunari, Saciova
Râul Cărbunari este un curs de apă, afluent al râului Saciova. 